# Премії НАН України імені видатних учених України — лауреати 2009 року
Премії НАН України імені видатних учених України — лауреати 2009 року.
За підсумками конкурсу 2009 р., проведеного відділеннями Національної академії наук України лауреатами премій стали:
| Премія                                             | Премійовані роботи | Лауреати                        | Коротко про лауреата |
| -------------------------------------------------- | --- | ------------------------------- | --- |
| Премія НАН України імені М. М. Крилова             | цикл робіт «Розвиток групових та асимптотичних методів у теорії диференціальних рівнянь та їх застосування у моделях математичної фізики, математичної біології і механіки» | Нікітін Анатолій Глібович       | член-кореспондент НАН України, завідувач відділу Інституту математики НАН України |
| Премія НАН України імені М. М. Крилова             | цикл робіт «Розвиток групових та асимптотичних методів у теорії диференціальних рівнянь та їх застосування у моделях математичної фізики, математичної біології і механіки» | Осадчук Василь Антонович        | доктор фізико-математичних наук, провідний науковий співробітник Інституту прикладних проблем механіки і математики ім. Я. С. Підстригача НАН України                                                   |
| Премія НАН України імені М. М. Крилова             | цикл робіт «Розвиток групових та асимптотичних методів у теорії диференціальних рівнянь та їх застосування у моделях математичної фізики, математичної біології і механіки» | Теплінський Юрій Володимирович  | доктор фізико-математичних наук, завідувач кафедри Кам'янець-Подільського національного університету імені Івана Огієнка                                                                                |
| Премія НАН України імені М. О. Лаврентьєва         | цикл наукових праць «Математичні методи аналізу, теорії апроксимації та топології в математичній фізиці»                                                                    | Моторний Віталій Павлович       | член-кореспондент НАН України, завідувач кафедри Дніпропетровського національного університету імені Олеся Гончара                                                                                      |
| Премія НАН України імені М. О. Лаврентьєва         | цикл наукових праць «Математичні методи аналізу, теорії апроксимації та топології в математичній фізиці»                                                                    | Шарко Володимир Васильович      | член-кореспондент НАН України, заступник директора Інституту математики НАН України |
| Премія НАН України імені М. О. Лаврентьєва         | цикл наукових праць «Математичні методи аналізу, теорії апроксимації та топології в математичній фізиці»                                                                    | Ребенко Олексій Лукич           | доктор фізико-математичних наук, завідувач відділу Інституту математики НАН України |
| Премія НАН України імені Ю. О. Митропольського     | цикл робіт «Асимптотичні методи дослідження рівнянь нелінійної механіки» | Самойленко Анатолій Михайлович  | академік НАН України, академік-секретар Відділення математики НАН України, директор Інституту математики НАН України                                                                                    |
| Премія НАН України імені В. М. Глушкова            | цикл робіт «Інформаційні технології розв'язання складних оптимізаційних задач на багатопроцесорних комплексах»                                                              | Кузнєцов Микола Юрійович        | член-кореспондент НАН України, провідний науковий співробітник Інституту кібернетики ім. В. М. Глушкова НАН України                                                                                     |
| Премія НАН України імені В. М. Глушкова            | цикл робіт «Інформаційні технології розв'язання складних оптимізаційних задач на багатопроцесорних комплексах»                                                              | Петрухін Володимир Олексійович  | доктор технічних наук, провідний науковий співробітник Інституту кібернетики ім. В. М. Глушкова НАН України                                                                                             |
| Премія НАН України імені В. М. Глушкова            | цикл робіт «Інформаційні технології розв'язання складних оптимізаційних задач на багатопроцесорних комплексах»                                                              | Шило Володимир Петрович         | доктор фізико-математичних наук, провідний науковий співробітник Інституту кібернетики ім. В. М. Глушкова НАН України                                                                                   |
| Премія НАН України імені О. М. Динника             | цикл праць «Гідромеханічні основи екологічно безпечних ресурсо- та енергозберігаючих технологій транспортування і переробки мінеральної сировини»                           | Блюсс Борис Олександрович       | доктор технічних наук, завідувач відділу Інституту геотехнічної механіки ім. М. С. Полякова НАН України                                                                                                 |
| Премія НАН України імені О. М. Динника             | цикл праць «Гідромеханічні основи екологічно безпечних ресурсо- та енергозберігаючих технологій транспортування і переробки мінеральної сировини»                           | Гарковенко Євген Євгенович      | доктор технічних наук, генеральний директор Державного підприємства «Укрвуглеякість» Міністерства вугільної промисловості України                                                                       |
| Премія НАН України імені О. М. Динника             | цикл праць «Гідромеханічні основи екологічно безпечних ресурсо- та енергозберігаючих технологій транспортування і переробки мінеральної сировини»                           | Семененко Євген Володимирович   | кандидат технічних наук, старший науковий співробітник Інституту геотехнічної механіки ім. М. С. Полякова НАН України                                                                                   |
| Премія НАН України імені М. К. Янгеля              | цикл праць «Створення рідинних ракетних двигунів з високими енергомасовими характеристиками»                                                                                | Шнякін Володимир Миколайович    | кандидат технічних наук, заступник генерального конструктора ДКБ «Південне» ім. М. К. Янгеля |
| Премія НАН України імені М. К. Янгеля              | цикл праць «Створення рідинних ракетних двигунів з високими енергомасовими характеристиками»                                                                                | Конох Володимир Іванович        | кандидат технічних наук, начальник відділу ДКБ «Південне» ім. М. К. Янгеля |
| Премія НАН України імені М. К. Янгеля              | цикл праць «Створення рідинних ракетних двигунів з високими енергомасовими характеристиками»                                                                                | Усатюк Леонід Михайлович        | заступник головного конструктора ДКБ «Південне» ім. М. К. Янгеля |
| Премія НАН України імені М. П. Барабашова          | цикл робіт «Зорі середніх і малих мас від жовтих карликів сонячного типу до холодних коричневих карликів: спостережувана активність та їх еволюційний статус»               | Гершберг Роальд Євгенович       | доктор фізико-математичних наук, завідувач лабораторії НДІ «Кримська астрофізична обсерваторія» МОН України                                                                                             |
| Премія НАН України імені М. П. Барабашова          | цикл робіт «Зорі середніх і малих мас від жовтих карликів сонячного типу до холодних коричневих карликів: спостережувана активність та їх еволюційний статус»               | Павленко Олена Петрівна         | кандидат фізико-математичних наук, провідний науковий співробітник НДІ «Кримська астрофізична обсерваторія» МОН України                                                                                 |
| Премія НАН України імені М. П. Барабашова          | цикл робіт «Зорі середніх і малих мас від жовтих карликів сонячного типу до холодних коричневих карликів: спостережувана активність та їх еволюційний статус»               | Павленко Яків Володимирович     | доктор фізико-математичних наук, провідний науковий співробітник Головної астрономічної обсерваторії НАН України                                                                                        |
| Премія НАН України імені Г. В. Курдюмова           | цикл робіт «Індуковані магнітним полем ефекти в феромагнітних мартенситних сплавах»                                                                                         | Главацька Надія Іванівна        | доктор фізико-математичних наук, провідний науковий співробітник Інституту металофізики ім. Г. В. Курдюмова НАН України                                                                                 |
| Премія НАН України імені Г. В. Курдюмова           | цикл робіт «Індуковані магнітним полем ефекти в феромагнітних мартенситних сплавах»                                                                                         | Кокорін Володимир Володимирович | доктор фізико-математичних наук, завідувач відділу Інституту магнетизму НАН України та МОН України |
| Премія НАН України імені Г. В. Курдюмова           | цикл робіт «Індуковані магнітним полем ефекти в феромагнітних мартенситних сплавах»                                                                                         | Львов Віктор Анатолійович       | доктор фізико-математичних наук, професор Київського національного університету імені Тараса Шевченка                                                                                                   |
| Премія НАН України імені С. І. Пекаря              | цикл робіт «Вплив спін-орбітальної та кулонівської взаємодій на властивості електронних систем»                                                                             | Антонов Віктор Миколайович      | член-кореспондент НАН України, завідувач відділу Інституту металофізики ім. Г. В. Курдюмова НАН України                                                                                                 |
| Премія НАН України імені С. І. Пекаря              | цикл робіт «Вплив спін-орбітальної та кулонівської взаємодій на властивості електронних систем»                                                                             | Райчев Олег Едуардович          | доктор фізико-математичних наук, провідний науковий співробітник Інституту фізики напівпровідників ім. В. Є. Лашкарьова НАН України                                                                     |
| Премія НАН України імені С. І. Пекаря              | цикл робіт «Вплив спін-орбітальної та кулонівської взаємодій на властивості електронних систем»                                                                             | Звягін Андрій Анатолійович      | доктор фізико-математичних наук, провідний науковий співробітник Фізико-технічного інституту низьких температур ім. Б. І. Вєркіна НАН України                                                           |
| Премія НАН України імені Л. В. Шубникова           | цикл робіт «Радіоспектроскопія молекул у міліметровому діапазоні довжин хвиль»;                                                                                             | Дюбко Станіслав Пилипович       | доктор фізико-математичних наук, професор Харківського національного університету ім. В. Н. Каразіна МОН України                                                                                        |
| Премія НАН України імені Л. В. Шубникова           | цикл робіт «Радіоспектроскопія молекул у міліметровому діапазоні довжин хвиль»;                                                                                             | Алєксєєв Євгеній Анатолійович   | кандидат фізико-математичних наук, старший науковий співробітник Радіоастрономічного інституту НАН України                                                                                              |
| Премія НАН України імені Л. В. Шубникова           | цикл робіт «Радіоспектроскопія молекул у міліметровому діапазоні довжин хвиль»;                                                                                             | Ілюшин Вадим Вадимович          | кандидат фізико-математичних наук, старший науковий співробітник Радіоастрономічного інституту НАН України                                                                                              |
| Премія НАН України імені П. А. Тутковського        | наукова робота «Систематика четвертинних остракод України (довідник-визначник)»                                                                                             | Дикань Наталія Іванівна         | доктор геологічних наук, провідний науковий співробітник Інституту геологічних наук НАН України |
| Премія НАН України імені В. І. Трефілова           | монографія «Сцинтилляционные детекторы и системы контроля радиации на их основе»                                                                                            | Гриньов Борис Вікторович        | академік НАН України, директор Інституту сцинтиляційних матеріалів НАН України |
| Премія НАН України імені В. І. Трефілова           | монографія «Сцинтилляционные детекторы и системы контроля радиации на их основе»                                                                                            | Рижиков Володимир Діомидович    | доктор фізико-математичних наук, завідувач відділення Інституту сцинтиляційних матеріалів НАН України                                                                                                   |
| Премія НАН України імені В. І. Трефілова           | монографія «Сцинтилляционные детекторы и системы контроля радиации на их основе»                                                                                            | Семиноженко Володимир Петрович  | академік НАН України, генеральний директор Державної наукової установи "НТК «Інститут монокристалів» НАН України                                                                                        |
| Премія НАН України імені М. М. Доброхотова         | енциклопедичне видання «Неорганическое материаловедение» | Скороход Валерій Володимирович  | академік НАН України, директор Інституту проблем матеріалознавства ім. І. М. Францевича НАН України |
| Премія НАН України імені М. М. Доброхотова         | енциклопедичне видання «Неорганическое материаловедение» | Гнесін Георгій Гдалевич         | член-кореспондент НАН України, головний науковий співробітник Інституту проблем матеріалознавства ім. І. М. Францевича НАН України                                                                      |
| Премія НАН України імені В. М. Хрущова             | цикл наукових праць «Моделювання та аналіз електромагнітних процесів в енергетичних і технологічних системах»                                                               | Щерба Анатолій Андрійович       | член-кореспондент НАН України, завідувач відділу Інституту електродинаміки НАН України |
| Премія НАН України імені В. М. Хрущова             | цикл наукових праць «Моделювання та аналіз електромагнітних процесів в енергетичних і технологічних системах»                                                               | Кондратенко Ігор Петрович       | доктор технічних наук, завідувач відділу Інституту електродинаміки НАН України |
| Премія НАН України імені В. М. Хрущова             | цикл наукових праць «Моделювання та аналіз електромагнітних процесів в енергетичних і технологічних системах»                                                               | Резинкіна Марина Михайлівна     | доктор технічних наук, головний науковий співробітник Науково-технічного центру магнетизму технічних об'єктів НАН України                                                                               |
| Премія НАН України імені К. Д. Синельникова        | цикл робіт «Взаємодія випромінювання та потоків частинок із матеріалами в енергетичних установках»                                                                          | Азарєнков Микола Олексійович    | член-кореспондент НАН України, проректор Харківського національного університету ім. В. Н. Каразіна МОН України                                                                                         |
| Премія НАН України імені К. Д. Синельникова        | цикл робіт «Взаємодія випромінювання та потоків частинок із матеріалами в енергетичних установках»                                                                          | Воєводін Віктор Миколайович     | доктор фізико-математичних наук, заступник директора Інституту фізики твердого тіла, технологій та матеріалознавства Національного наукового центру «Харківський фізико-технічний інститут» НАН України |
| Премія НАН України імені К. Д. Синельникова        | цикл робіт «Взаємодія випромінювання та потоків частинок із матеріалами в енергетичних установках»                                                                          | Гірка Ігор Олександрович        | доктор фізико-математичних наук, декан Харківського національного університету ім. В. Н. Каразіна МОН України                                                                                           |
| Премія НАН України імені О. І. Бродського          | цикл наукових праць «Гетероатоми в хімії активованого вугілля» | Стрелко Володимир Васильович    | академік НАН України, директор Інституту сорбції та проблем ендоекології НАН України |
| Премія НАН України імені О. О. Богомольця          | серія праць «Проблеми вродженої імунорезистентності та вікової фізіології і токсикології»                                                                                   | Магура Ігор Сільвестрович       | академік НАН України, провідний науковий співробітник Інституту фізіології ім. О. О. Богомольця НАН України                                                                                             |
| Премія НАН України імені О. О. Богомольця          | серія праць «Проблеми вродженої імунорезистентності та вікової фізіології і токсикології»                                                                                   | Співак Микола Якович            | член-кореспондент НАН України, завідувач відділу Інституту мікробіології і вірусології ім. Д. К. Заболотного НАН України                                                                                |
| Премія НАН України імені О. О. Богомольця          | серія праць «Проблеми вродженої імунорезистентності та вікової фізіології і токсикології»                                                                                   | Трахтенберг Ісаак Михайлович    | член-кореспондент НАН України, завідувач лабораторії Інституту медицини праці АМН України |
| Премія НАН України імені Д. К. Заболотного         | монографія «Макроциклічні трихотеценові мікотоксини» | Зайченко Олександр Максимович   | доктор біологічних наук, провідний науковий співробітник Інституту мікробіології і вірусології ім. Д. К. Заболотного НАН України                                                                        |
| Премія НАН України імені Д. К. Заболотного         | монографія «Макроциклічні трихотеценові мікотоксини» | Андрієнко Олена Володимирівна   | кандидат біологічних наук, вчений секретар Інституту мікробіології і вірусології ім. Д. К. Заболотного НАН України                                                                                      |
| Премія НАН України імені Д. К. Заболотного         | монографія «Макроциклічні трихотеценові мікотоксини» | Циганенко Катерина Степанівна   | кандидат біологічних наук, науковий співробітник Інституту мікробіології і вірусології ім. Д. К. Заболотного НАН України                                                                                |
| Премія НАН України імені Ф. Г. Яновського          | серія праць «Захворювання органів дихання: етіопатогенетичні механізми їх розвитку та сучасні підходи до діагностики, лікування і профілактики»                             | Регеда Михайло Степанович       | доктор медичних наук, ректор Львівського медичного інституту |
| Премія НАН України імені Ф. Г. Яновського          | серія праць «Захворювання органів дихання: етіопатогенетичні механізми їх розвитку та сучасні підходи до діагностики, лікування і профілактики»                             | Гайдучко Ігор Григорович        | кандидат медичних наук, генеральний директор Львівського медичного інституту |
| Премія НАН України імені Д. Ф. Чеботарьова         | монографія «Пинеальная железа: пути коррекции при старении» | Коркушко Олег Васильович        | член-кореспондент НАН України, академік АМН України, завідувач відділення Державної установи «Інститут геронтології ім. Д. Ф. Чеботарьова АМН України»                                                  |
| Премія НАН України імені Д. Ф. Чеботарьова         | монографія «Пинеальная железа: пути коррекции при старении» | Хавінсон Володимир Хацкелевич   | член-кореспондент РАМН, директор Санкт-Петербурзького інституту біорегуляції і геронтології Північно-Західного відділення РАМН                                                                          |
| Премія НАН України імені Д. Ф. Чеботарьова         | монографія «Пинеальная железа: пути коррекции при старении» | Шатило Валерій Броніславович    | доктор медичних наук, провідний науковий співробітник Державної установи «Інститут геронтології ім. Д. Ф. Чеботарьова АМН України»                                                                      |
| Премія НАН України імені М. Г. Холодного           | цикл праць «Наукові основи оптимізації фотосинтезу та підвищення продуктивності рослин у змінних умовах довкілля»                                                           | Кірізій Дмитро Анатолійович     | доктор біологічних наук, старший науковий співробітник Інституту фізіології рослин та генетики НАН України                                                                                              |
| Премія НАН України імені М. Г. Холодного           | цикл праць «Наукові основи оптимізації фотосинтезу та підвищення продуктивності рослин у змінних умовах довкілля»                                                           | Шадчина Тамара Михайлівна       | доктор біологічних наук, старший науковий співробітник Інституту фізіології рослин та генетики НАН України                                                                                              |
| Премія НАН України імені М. Г. Холодного           | цикл праць «Наукові основи оптимізації фотосинтезу та підвищення продуктивності рослин у змінних умовах довкілля»                                                           | Стасик Олег Остапович           | кандидат біологічних наук, завідувачу відділу Інституту фізіології рослин та генетики НАН України |
| Премія НАН України імені М. І. Туган-Барановського | колективна монографія «Фінансово-монетарні важелі економічного розвитку» (3 томи)                                                                                           | Даниленко Анатолій Іванович     | член-кореспондент НАН України, заступник директора Державної установи «Інститут економіки та прогнозування» НАН України                                                                                 |
| Премія НАН України імені М. І. Туган-Барановського | колективна монографія «Фінансово-монетарні важелі економічного розвитку» (3 томи)                                                                                           | Шаблиста Любов Миколаївна       | доктор економічних наук, провідний науковий співробітник Державної установи «Інститут економіки та прогнозування» НАН України                                                                           |
| Премія НАН України імені М. І. Туган-Барановського | колективна монографія «Фінансово-монетарні важелі економічного розвитку» (3 томи)                                                                                           | Шелудько Наталія Михайлівна     | доктор економічних наук, провідний науковий співробітник Державної установи «Інститут економіки та прогнозування» НАН України                                                                           |
| Премія НАН України імені А. Ю. Кримського          | монографія «Сходознавчі установи в Україні (радянський період)» | Циганкова Елла Григорівна       | кандидат історичних наук, старший науковий співробітник Інституту сходознавства ім. А. Ю. Кримського НАН України                                                                                        |
| Премія НАН України імені Ф. І. Шміта               | праця «Українські народні жіночі прикраси XIX — початку ХХ століть» | Врочинська Ганна Володимирівна  | кандидат мистецтвознавства, заступник директора Інституту народознавства НАН України |
| Премія НАН України імені О. О. Потебні             | праця «Білорусько-український словник» | Півторак Григорій Петрович      | академік НАН України, завідувач відділу Інституту мовознавства ім. О. О. Потебні НАН України |
| Премія НАН України імені О. О. Потебні             | праця «Білорусько-український словник» | Скопненко Олександр Іванович    | кандидат філологічних наук, старший науковий співробітник Інституту мовознавства ім. О. О. Потебні НАН України                                                                                          |